# Mainichi Shimbun
Mainichi Shimbun (毎日新聞) é um dos mais importantes jornais diários do Japão, sendo que sua distribuição diária é de aproximadamente 1.9 milhões de exemplares.

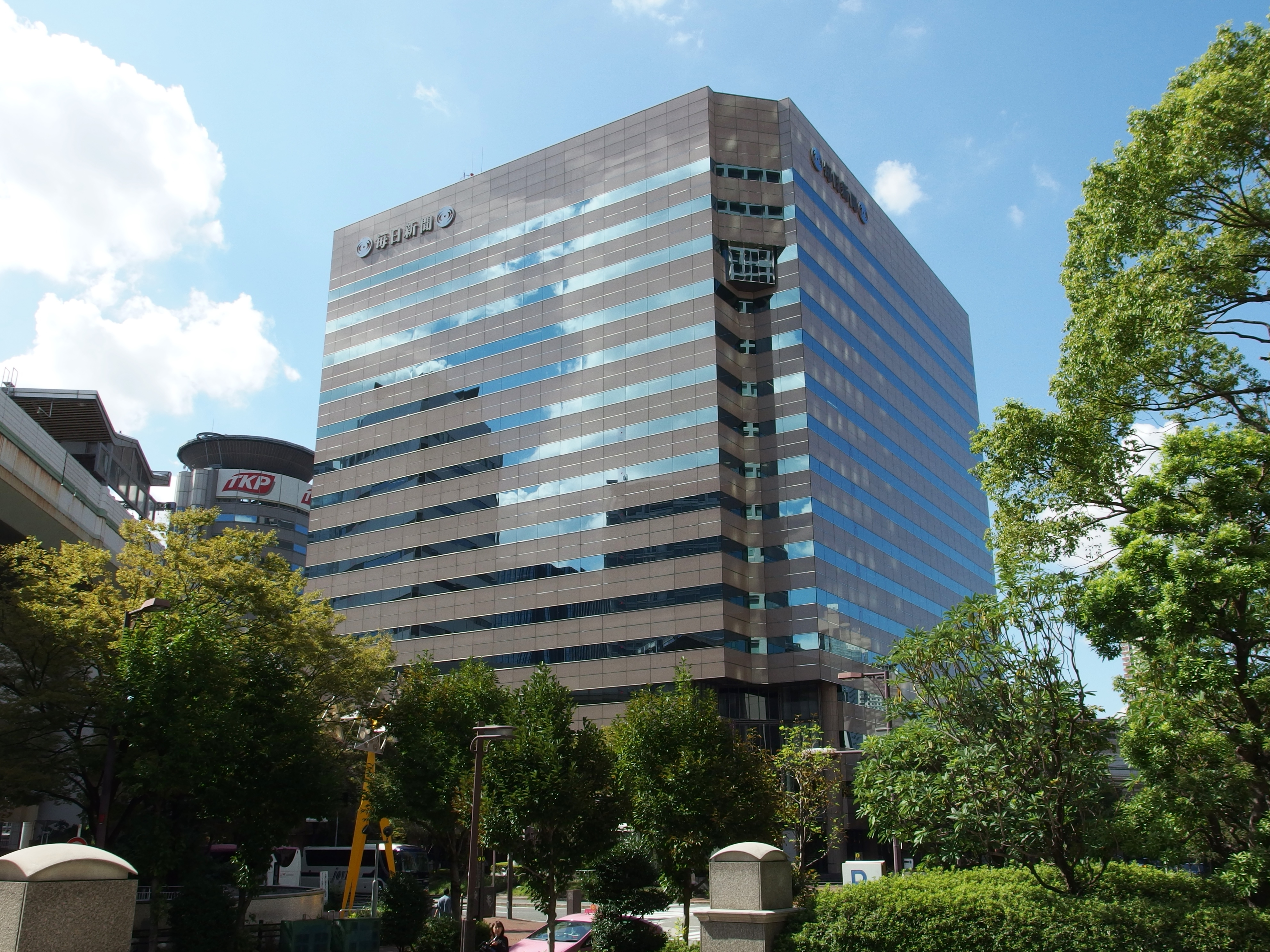
Escritório da Mainichi Shimbun em Osaka.

Possui cinco escritório regionais os quais estão localizados em Tóquio, Osaka, Nagoya, Kitakyushu e Sapporo, além dos mais de vinte escritório no exterior conectadas com grandes agências da imprensa internacional. Possuí uma edição em língua inglesa chamada de Mainichi Shimbun News.

## História
Fundado em 1876, em Osaka, possuía o nome de Osaka Nippo, depois mudou seu nome para Osaka Mainichi, o nome Mainichi Shibum foi adotado em 1911.